# Tembladera del Castillo
Tembladera del Castillo är en ort i Mexiko.   Den ligger i kommunen Acatlán de Pérez Figueroa och delstaten Oaxaca, i den sydöstra delen av landet, 300 km öster om huvudstaden Mexico City. Tembladera del Castillo ligger 90 meter över havet och antalet invånare är 908.
Terrängen runt Tembladera del Castillo är huvudsakligen kuperad, men norrut är den platt. Runt Tembladera del Castillo är det ganska tätbefolkat, med 139 invånare per kvadratkilometer. Närmaste större samhälle är Tetela, 13,5 km norr om Tembladera del Castillo. I omgivningarna runt Tembladera del Castillo växer i huvudsak städsegrön lövskog.